# Légals matt
Den här artikeln använder algebraisk schacknotation för att beskriva schackdragen.
I schack är Légals matt, eller Légals fälla, en speciell typ av schackmatt. Öppningsfällan uppstår oftast i Phillidors försvar eller öppningar med liknande uppställning och bondestruktur.

## Dragföljd
|   | a | b | c | d | e | f | g | h |   |
| 8 | a8 svart torn · d8 svart drottning · e8 svart kung · f8 svart löpare · g8 svart springare · h8 svart torn · a7 svart bonde · b7 svart bonde · c7 svart bonde · f7 svart bonde · g7 svart bonde · h7 svart bonde · c6 svart springare · d6 svart bonde · e5 svart bonde · h5 svart löpare · c4 vit löpare · e4 vit bonde · c3 vit springare · f3 vit springare · h3 vit bonde · a2 vit bonde · b2 vit bonde · c2 vit bonde · d2 vit bonde · f2 vit bonde · g2 vit bonde · a1 vit torn · c1 vit löpare · d1 vit drottning · e1 vit kung · h1 vit torn | a8 svart torn · d8 svart drottning · e8 svart kung · f8 svart löpare · g8 svart springare · h8 svart torn · a7 svart bonde · b7 svart bonde · c7 svart bonde · f7 svart bonde · g7 svart bonde · h7 svart bonde · c6 svart springare · d6 svart bonde · e5 svart bonde · h5 svart löpare · c4 vit löpare · e4 vit bonde · c3 vit springare · f3 vit springare · h3 vit bonde · a2 vit bonde · b2 vit bonde · c2 vit bonde · d2 vit bonde · f2 vit bonde · g2 vit bonde · a1 vit torn · c1 vit löpare · d1 vit drottning · e1 vit kung · h1 vit torn | a8 svart torn · d8 svart drottning · e8 svart kung · f8 svart löpare · g8 svart springare · h8 svart torn · a7 svart bonde · b7 svart bonde · c7 svart bonde · f7 svart bonde · g7 svart bonde · h7 svart bonde · c6 svart springare · d6 svart bonde · e5 svart bonde · h5 svart löpare · c4 vit löpare · e4 vit bonde · c3 vit springare · f3 vit springare · h3 vit bonde · a2 vit bonde · b2 vit bonde · c2 vit bonde · d2 vit bonde · f2 vit bonde · g2 vit bonde · a1 vit torn · c1 vit löpare · d1 vit drottning · e1 vit kung · h1 vit torn | a8 svart torn · d8 svart drottning · e8 svart kung · f8 svart löpare · g8 svart springare · h8 svart torn · a7 svart bonde · b7 svart bonde · c7 svart bonde · f7 svart bonde · g7 svart bonde · h7 svart bonde · c6 svart springare · d6 svart bonde · e5 svart bonde · h5 svart löpare · c4 vit löpare · e4 vit bonde · c3 vit springare · f3 vit springare · h3 vit bonde · a2 vit bonde · b2 vit bonde · c2 vit bonde · d2 vit bonde · f2 vit bonde · g2 vit bonde · a1 vit torn · c1 vit löpare · d1 vit drottning · e1 vit kung · h1 vit torn | a8 svart torn · d8 svart drottning · e8 svart kung · f8 svart löpare · g8 svart springare · h8 svart torn · a7 svart bonde · b7 svart bonde · c7 svart bonde · f7 svart bonde · g7 svart bonde · h7 svart bonde · c6 svart springare · d6 svart bonde · e5 svart bonde · h5 svart löpare · c4 vit löpare · e4 vit bonde · c3 vit springare · f3 vit springare · h3 vit bonde · a2 vit bonde · b2 vit bonde · c2 vit bonde · d2 vit bonde · f2 vit bonde · g2 vit bonde · a1 vit torn · c1 vit löpare · d1 vit drottning · e1 vit kung · h1 vit torn | a8 svart torn · d8 svart drottning · e8 svart kung · f8 svart löpare · g8 svart springare · h8 svart torn · a7 svart bonde · b7 svart bonde · c7 svart bonde · f7 svart bonde · g7 svart bonde · h7 svart bonde · c6 svart springare · d6 svart bonde · e5 svart bonde · h5 svart löpare · c4 vit löpare · e4 vit bonde · c3 vit springare · f3 vit springare · h3 vit bonde · a2 vit bonde · b2 vit bonde · c2 vit bonde · d2 vit bonde · f2 vit bonde · g2 vit bonde · a1 vit torn · c1 vit löpare · d1 vit drottning · e1 vit kung · h1 vit torn | a8 svart torn · d8 svart drottning · e8 svart kung · f8 svart löpare · g8 svart springare · h8 svart torn · a7 svart bonde · b7 svart bonde · c7 svart bonde · f7 svart bonde · g7 svart bonde · h7 svart bonde · c6 svart springare · d6 svart bonde · e5 svart bonde · h5 svart löpare · c4 vit löpare · e4 vit bonde · c3 vit springare · f3 vit springare · h3 vit bonde · a2 vit bonde · b2 vit bonde · c2 vit bonde · d2 vit bonde · f2 vit bonde · g2 vit bonde · a1 vit torn · c1 vit löpare · d1 vit drottning · e1 vit kung · h1 vit torn | a8 svart torn · d8 svart drottning · e8 svart kung · f8 svart löpare · g8 svart springare · h8 svart torn · a7 svart bonde · b7 svart bonde · c7 svart bonde · f7 svart bonde · g7 svart bonde · h7 svart bonde · c6 svart springare · d6 svart bonde · e5 svart bonde · h5 svart löpare · c4 vit löpare · e4 vit bonde · c3 vit springare · f3 vit springare · h3 vit bonde · a2 vit bonde · b2 vit bonde · c2 vit bonde · d2 vit bonde · f2 vit bonde · g2 vit bonde · a1 vit torn · c1 vit löpare · d1 vit drottning · e1 vit kung · h1 vit torn | 8 |
| 7 | a8 svart torn · d8 svart drottning · e8 svart kung · f8 svart löpare · g8 svart springare · h8 svart torn · a7 svart bonde · b7 svart bonde · c7 svart bonde · f7 svart bonde · g7 svart bonde · h7 svart bonde · c6 svart springare · d6 svart bonde · e5 svart bonde · h5 svart löpare · c4 vit löpare · e4 vit bonde · c3 vit springare · f3 vit springare · h3 vit bonde · a2 vit bonde · b2 vit bonde · c2 vit bonde · d2 vit bonde · f2 vit bonde · g2 vit bonde · a1 vit torn · c1 vit löpare · d1 vit drottning · e1 vit kung · h1 vit torn | a8 svart torn · d8 svart drottning · e8 svart kung · f8 svart löpare · g8 svart springare · h8 svart torn · a7 svart bonde · b7 svart bonde · c7 svart bonde · f7 svart bonde · g7 svart bonde · h7 svart bonde · c6 svart springare · d6 svart bonde · e5 svart bonde · h5 svart löpare · c4 vit löpare · e4 vit bonde · c3 vit springare · f3 vit springare · h3 vit bonde · a2 vit bonde · b2 vit bonde · c2 vit bonde · d2 vit bonde · f2 vit bonde · g2 vit bonde · a1 vit torn · c1 vit löpare · d1 vit drottning · e1 vit kung · h1 vit torn | a8 svart torn · d8 svart drottning · e8 svart kung · f8 svart löpare · g8 svart springare · h8 svart torn · a7 svart bonde · b7 svart bonde · c7 svart bonde · f7 svart bonde · g7 svart bonde · h7 svart bonde · c6 svart springare · d6 svart bonde · e5 svart bonde · h5 svart löpare · c4 vit löpare · e4 vit bonde · c3 vit springare · f3 vit springare · h3 vit bonde · a2 vit bonde · b2 vit bonde · c2 vit bonde · d2 vit bonde · f2 vit bonde · g2 vit bonde · a1 vit torn · c1 vit löpare · d1 vit drottning · e1 vit kung · h1 vit torn | a8 svart torn · d8 svart drottning · e8 svart kung · f8 svart löpare · g8 svart springare · h8 svart torn · a7 svart bonde · b7 svart bonde · c7 svart bonde · f7 svart bonde · g7 svart bonde · h7 svart bonde · c6 svart springare · d6 svart bonde · e5 svart bonde · h5 svart löpare · c4 vit löpare · e4 vit bonde · c3 vit springare · f3 vit springare · h3 vit bonde · a2 vit bonde · b2 vit bonde · c2 vit bonde · d2 vit bonde · f2 vit bonde · g2 vit bonde · a1 vit torn · c1 vit löpare · d1 vit drottning · e1 vit kung · h1 vit torn | a8 svart torn · d8 svart drottning · e8 svart kung · f8 svart löpare · g8 svart springare · h8 svart torn · a7 svart bonde · b7 svart bonde · c7 svart bonde · f7 svart bonde · g7 svart bonde · h7 svart bonde · c6 svart springare · d6 svart bonde · e5 svart bonde · h5 svart löpare · c4 vit löpare · e4 vit bonde · c3 vit springare · f3 vit springare · h3 vit bonde · a2 vit bonde · b2 vit bonde · c2 vit bonde · d2 vit bonde · f2 vit bonde · g2 vit bonde · a1 vit torn · c1 vit löpare · d1 vit drottning · e1 vit kung · h1 vit torn | a8 svart torn · d8 svart drottning · e8 svart kung · f8 svart löpare · g8 svart springare · h8 svart torn · a7 svart bonde · b7 svart bonde · c7 svart bonde · f7 svart bonde · g7 svart bonde · h7 svart bonde · c6 svart springare · d6 svart bonde · e5 svart bonde · h5 svart löpare · c4 vit löpare · e4 vit bonde · c3 vit springare · f3 vit springare · h3 vit bonde · a2 vit bonde · b2 vit bonde · c2 vit bonde · d2 vit bonde · f2 vit bonde · g2 vit bonde · a1 vit torn · c1 vit löpare · d1 vit drottning · e1 vit kung · h1 vit torn | a8 svart torn · d8 svart drottning · e8 svart kung · f8 svart löpare · g8 svart springare · h8 svart torn · a7 svart bonde · b7 svart bonde · c7 svart bonde · f7 svart bonde · g7 svart bonde · h7 svart bonde · c6 svart springare · d6 svart bonde · e5 svart bonde · h5 svart löpare · c4 vit löpare · e4 vit bonde · c3 vit springare · f3 vit springare · h3 vit bonde · a2 vit bonde · b2 vit bonde · c2 vit bonde · d2 vit bonde · f2 vit bonde · g2 vit bonde · a1 vit torn · c1 vit löpare · d1 vit drottning · e1 vit kung · h1 vit torn | a8 svart torn · d8 svart drottning · e8 svart kung · f8 svart löpare · g8 svart springare · h8 svart torn · a7 svart bonde · b7 svart bonde · c7 svart bonde · f7 svart bonde · g7 svart bonde · h7 svart bonde · c6 svart springare · d6 svart bonde · e5 svart bonde · h5 svart löpare · c4 vit löpare · e4 vit bonde · c3 vit springare · f3 vit springare · h3 vit bonde · a2 vit bonde · b2 vit bonde · c2 vit bonde · d2 vit bonde · f2 vit bonde · g2 vit bonde · a1 vit torn · c1 vit löpare · d1 vit drottning · e1 vit kung · h1 vit torn | 7 |
| 6 | a8 svart torn · d8 svart drottning · e8 svart kung · f8 svart löpare · g8 svart springare · h8 svart torn · a7 svart bonde · b7 svart bonde · c7 svart bonde · f7 svart bonde · g7 svart bonde · h7 svart bonde · c6 svart springare · d6 svart bonde · e5 svart bonde · h5 svart löpare · c4 vit löpare · e4 vit bonde · c3 vit springare · f3 vit springare · h3 vit bonde · a2 vit bonde · b2 vit bonde · c2 vit bonde · d2 vit bonde · f2 vit bonde · g2 vit bonde · a1 vit torn · c1 vit löpare · d1 vit drottning · e1 vit kung · h1 vit torn | a8 svart torn · d8 svart drottning · e8 svart kung · f8 svart löpare · g8 svart springare · h8 svart torn · a7 svart bonde · b7 svart bonde · c7 svart bonde · f7 svart bonde · g7 svart bonde · h7 svart bonde · c6 svart springare · d6 svart bonde · e5 svart bonde · h5 svart löpare · c4 vit löpare · e4 vit bonde · c3 vit springare · f3 vit springare · h3 vit bonde · a2 vit bonde · b2 vit bonde · c2 vit bonde · d2 vit bonde · f2 vit bonde · g2 vit bonde · a1 vit torn · c1 vit löpare · d1 vit drottning · e1 vit kung · h1 vit torn | a8 svart torn · d8 svart drottning · e8 svart kung · f8 svart löpare · g8 svart springare · h8 svart torn · a7 svart bonde · b7 svart bonde · c7 svart bonde · f7 svart bonde · g7 svart bonde · h7 svart bonde · c6 svart springare · d6 svart bonde · e5 svart bonde · h5 svart löpare · c4 vit löpare · e4 vit bonde · c3 vit springare · f3 vit springare · h3 vit bonde · a2 vit bonde · b2 vit bonde · c2 vit bonde · d2 vit bonde · f2 vit bonde · g2 vit bonde · a1 vit torn · c1 vit löpare · d1 vit drottning · e1 vit kung · h1 vit torn | a8 svart torn · d8 svart drottning · e8 svart kung · f8 svart löpare · g8 svart springare · h8 svart torn · a7 svart bonde · b7 svart bonde · c7 svart bonde · f7 svart bonde · g7 svart bonde · h7 svart bonde · c6 svart springare · d6 svart bonde · e5 svart bonde · h5 svart löpare · c4 vit löpare · e4 vit bonde · c3 vit springare · f3 vit springare · h3 vit bonde · a2 vit bonde · b2 vit bonde · c2 vit bonde · d2 vit bonde · f2 vit bonde · g2 vit bonde · a1 vit torn · c1 vit löpare · d1 vit drottning · e1 vit kung · h1 vit torn | a8 svart torn · d8 svart drottning · e8 svart kung · f8 svart löpare · g8 svart springare · h8 svart torn · a7 svart bonde · b7 svart bonde · c7 svart bonde · f7 svart bonde · g7 svart bonde · h7 svart bonde · c6 svart springare · d6 svart bonde · e5 svart bonde · h5 svart löpare · c4 vit löpare · e4 vit bonde · c3 vit springare · f3 vit springare · h3 vit bonde · a2 vit bonde · b2 vit bonde · c2 vit bonde · d2 vit bonde · f2 vit bonde · g2 vit bonde · a1 vit torn · c1 vit löpare · d1 vit drottning · e1 vit kung · h1 vit torn | a8 svart torn · d8 svart drottning · e8 svart kung · f8 svart löpare · g8 svart springare · h8 svart torn · a7 svart bonde · b7 svart bonde · c7 svart bonde · f7 svart bonde · g7 svart bonde · h7 svart bonde · c6 svart springare · d6 svart bonde · e5 svart bonde · h5 svart löpare · c4 vit löpare · e4 vit bonde · c3 vit springare · f3 vit springare · h3 vit bonde · a2 vit bonde · b2 vit bonde · c2 vit bonde · d2 vit bonde · f2 vit bonde · g2 vit bonde · a1 vit torn · c1 vit löpare · d1 vit drottning · e1 vit kung · h1 vit torn | a8 svart torn · d8 svart drottning · e8 svart kung · f8 svart löpare · g8 svart springare · h8 svart torn · a7 svart bonde · b7 svart bonde · c7 svart bonde · f7 svart bonde · g7 svart bonde · h7 svart bonde · c6 svart springare · d6 svart bonde · e5 svart bonde · h5 svart löpare · c4 vit löpare · e4 vit bonde · c3 vit springare · f3 vit springare · h3 vit bonde · a2 vit bonde · b2 vit bonde · c2 vit bonde · d2 vit bonde · f2 vit bonde · g2 vit bonde · a1 vit torn · c1 vit löpare · d1 vit drottning · e1 vit kung · h1 vit torn | a8 svart torn · d8 svart drottning · e8 svart kung · f8 svart löpare · g8 svart springare · h8 svart torn · a7 svart bonde · b7 svart bonde · c7 svart bonde · f7 svart bonde · g7 svart bonde · h7 svart bonde · c6 svart springare · d6 svart bonde · e5 svart bonde · h5 svart löpare · c4 vit löpare · e4 vit bonde · c3 vit springare · f3 vit springare · h3 vit bonde · a2 vit bonde · b2 vit bonde · c2 vit bonde · d2 vit bonde · f2 vit bonde · g2 vit bonde · a1 vit torn · c1 vit löpare · d1 vit drottning · e1 vit kung · h1 vit torn | 6 |
| 5 | a8 svart torn · d8 svart drottning · e8 svart kung · f8 svart löpare · g8 svart springare · h8 svart torn · a7 svart bonde · b7 svart bonde · c7 svart bonde · f7 svart bonde · g7 svart bonde · h7 svart bonde · c6 svart springare · d6 svart bonde · e5 svart bonde · h5 svart löpare · c4 vit löpare · e4 vit bonde · c3 vit springare · f3 vit springare · h3 vit bonde · a2 vit bonde · b2 vit bonde · c2 vit bonde · d2 vit bonde · f2 vit bonde · g2 vit bonde · a1 vit torn · c1 vit löpare · d1 vit drottning · e1 vit kung · h1 vit torn | a8 svart torn · d8 svart drottning · e8 svart kung · f8 svart löpare · g8 svart springare · h8 svart torn · a7 svart bonde · b7 svart bonde · c7 svart bonde · f7 svart bonde · g7 svart bonde · h7 svart bonde · c6 svart springare · d6 svart bonde · e5 svart bonde · h5 svart löpare · c4 vit löpare · e4 vit bonde · c3 vit springare · f3 vit springare · h3 vit bonde · a2 vit bonde · b2 vit bonde · c2 vit bonde · d2 vit bonde · f2 vit bonde · g2 vit bonde · a1 vit torn · c1 vit löpare · d1 vit drottning · e1 vit kung · h1 vit torn | a8 svart torn · d8 svart drottning · e8 svart kung · f8 svart löpare · g8 svart springare · h8 svart torn · a7 svart bonde · b7 svart bonde · c7 svart bonde · f7 svart bonde · g7 svart bonde · h7 svart bonde · c6 svart springare · d6 svart bonde · e5 svart bonde · h5 svart löpare · c4 vit löpare · e4 vit bonde · c3 vit springare · f3 vit springare · h3 vit bonde · a2 vit bonde · b2 vit bonde · c2 vit bonde · d2 vit bonde · f2 vit bonde · g2 vit bonde · a1 vit torn · c1 vit löpare · d1 vit drottning · e1 vit kung · h1 vit torn | a8 svart torn · d8 svart drottning · e8 svart kung · f8 svart löpare · g8 svart springare · h8 svart torn · a7 svart bonde · b7 svart bonde · c7 svart bonde · f7 svart bonde · g7 svart bonde · h7 svart bonde · c6 svart springare · d6 svart bonde · e5 svart bonde · h5 svart löpare · c4 vit löpare · e4 vit bonde · c3 vit springare · f3 vit springare · h3 vit bonde · a2 vit bonde · b2 vit bonde · c2 vit bonde · d2 vit bonde · f2 vit bonde · g2 vit bonde · a1 vit torn · c1 vit löpare · d1 vit drottning · e1 vit kung · h1 vit torn | a8 svart torn · d8 svart drottning · e8 svart kung · f8 svart löpare · g8 svart springare · h8 svart torn · a7 svart bonde · b7 svart bonde · c7 svart bonde · f7 svart bonde · g7 svart bonde · h7 svart bonde · c6 svart springare · d6 svart bonde · e5 svart bonde · h5 svart löpare · c4 vit löpare · e4 vit bonde · c3 vit springare · f3 vit springare · h3 vit bonde · a2 vit bonde · b2 vit bonde · c2 vit bonde · d2 vit bonde · f2 vit bonde · g2 vit bonde · a1 vit torn · c1 vit löpare · d1 vit drottning · e1 vit kung · h1 vit torn | a8 svart torn · d8 svart drottning · e8 svart kung · f8 svart löpare · g8 svart springare · h8 svart torn · a7 svart bonde · b7 svart bonde · c7 svart bonde · f7 svart bonde · g7 svart bonde · h7 svart bonde · c6 svart springare · d6 svart bonde · e5 svart bonde · h5 svart löpare · c4 vit löpare · e4 vit bonde · c3 vit springare · f3 vit springare · h3 vit bonde · a2 vit bonde · b2 vit bonde · c2 vit bonde · d2 vit bonde · f2 vit bonde · g2 vit bonde · a1 vit torn · c1 vit löpare · d1 vit drottning · e1 vit kung · h1 vit torn | a8 svart torn · d8 svart drottning · e8 svart kung · f8 svart löpare · g8 svart springare · h8 svart torn · a7 svart bonde · b7 svart bonde · c7 svart bonde · f7 svart bonde · g7 svart bonde · h7 svart bonde · c6 svart springare · d6 svart bonde · e5 svart bonde · h5 svart löpare · c4 vit löpare · e4 vit bonde · c3 vit springare · f3 vit springare · h3 vit bonde · a2 vit bonde · b2 vit bonde · c2 vit bonde · d2 vit bonde · f2 vit bonde · g2 vit bonde · a1 vit torn · c1 vit löpare · d1 vit drottning · e1 vit kung · h1 vit torn | a8 svart torn · d8 svart drottning · e8 svart kung · f8 svart löpare · g8 svart springare · h8 svart torn · a7 svart bonde · b7 svart bonde · c7 svart bonde · f7 svart bonde · g7 svart bonde · h7 svart bonde · c6 svart springare · d6 svart bonde · e5 svart bonde · h5 svart löpare · c4 vit löpare · e4 vit bonde · c3 vit springare · f3 vit springare · h3 vit bonde · a2 vit bonde · b2 vit bonde · c2 vit bonde · d2 vit bonde · f2 vit bonde · g2 vit bonde · a1 vit torn · c1 vit löpare · d1 vit drottning · e1 vit kung · h1 vit torn | 5 |
| 4 | a8 svart torn · d8 svart drottning · e8 svart kung · f8 svart löpare · g8 svart springare · h8 svart torn · a7 svart bonde · b7 svart bonde · c7 svart bonde · f7 svart bonde · g7 svart bonde · h7 svart bonde · c6 svart springare · d6 svart bonde · e5 svart bonde · h5 svart löpare · c4 vit löpare · e4 vit bonde · c3 vit springare · f3 vit springare · h3 vit bonde · a2 vit bonde · b2 vit bonde · c2 vit bonde · d2 vit bonde · f2 vit bonde · g2 vit bonde · a1 vit torn · c1 vit löpare · d1 vit drottning · e1 vit kung · h1 vit torn | a8 svart torn · d8 svart drottning · e8 svart kung · f8 svart löpare · g8 svart springare · h8 svart torn · a7 svart bonde · b7 svart bonde · c7 svart bonde · f7 svart bonde · g7 svart bonde · h7 svart bonde · c6 svart springare · d6 svart bonde · e5 svart bonde · h5 svart löpare · c4 vit löpare · e4 vit bonde · c3 vit springare · f3 vit springare · h3 vit bonde · a2 vit bonde · b2 vit bonde · c2 vit bonde · d2 vit bonde · f2 vit bonde · g2 vit bonde · a1 vit torn · c1 vit löpare · d1 vit drottning · e1 vit kung · h1 vit torn | a8 svart torn · d8 svart drottning · e8 svart kung · f8 svart löpare · g8 svart springare · h8 svart torn · a7 svart bonde · b7 svart bonde · c7 svart bonde · f7 svart bonde · g7 svart bonde · h7 svart bonde · c6 svart springare · d6 svart bonde · e5 svart bonde · h5 svart löpare · c4 vit löpare · e4 vit bonde · c3 vit springare · f3 vit springare · h3 vit bonde · a2 vit bonde · b2 vit bonde · c2 vit bonde · d2 vit bonde · f2 vit bonde · g2 vit bonde · a1 vit torn · c1 vit löpare · d1 vit drottning · e1 vit kung · h1 vit torn | a8 svart torn · d8 svart drottning · e8 svart kung · f8 svart löpare · g8 svart springare · h8 svart torn · a7 svart bonde · b7 svart bonde · c7 svart bonde · f7 svart bonde · g7 svart bonde · h7 svart bonde · c6 svart springare · d6 svart bonde · e5 svart bonde · h5 svart löpare · c4 vit löpare · e4 vit bonde · c3 vit springare · f3 vit springare · h3 vit bonde · a2 vit bonde · b2 vit bonde · c2 vit bonde · d2 vit bonde · f2 vit bonde · g2 vit bonde · a1 vit torn · c1 vit löpare · d1 vit drottning · e1 vit kung · h1 vit torn | a8 svart torn · d8 svart drottning · e8 svart kung · f8 svart löpare · g8 svart springare · h8 svart torn · a7 svart bonde · b7 svart bonde · c7 svart bonde · f7 svart bonde · g7 svart bonde · h7 svart bonde · c6 svart springare · d6 svart bonde · e5 svart bonde · h5 svart löpare · c4 vit löpare · e4 vit bonde · c3 vit springare · f3 vit springare · h3 vit bonde · a2 vit bonde · b2 vit bonde · c2 vit bonde · d2 vit bonde · f2 vit bonde · g2 vit bonde · a1 vit torn · c1 vit löpare · d1 vit drottning · e1 vit kung · h1 vit torn | a8 svart torn · d8 svart drottning · e8 svart kung · f8 svart löpare · g8 svart springare · h8 svart torn · a7 svart bonde · b7 svart bonde · c7 svart bonde · f7 svart bonde · g7 svart bonde · h7 svart bonde · c6 svart springare · d6 svart bonde · e5 svart bonde · h5 svart löpare · c4 vit löpare · e4 vit bonde · c3 vit springare · f3 vit springare · h3 vit bonde · a2 vit bonde · b2 vit bonde · c2 vit bonde · d2 vit bonde · f2 vit bonde · g2 vit bonde · a1 vit torn · c1 vit löpare · d1 vit drottning · e1 vit kung · h1 vit torn | a8 svart torn · d8 svart drottning · e8 svart kung · f8 svart löpare · g8 svart springare · h8 svart torn · a7 svart bonde · b7 svart bonde · c7 svart bonde · f7 svart bonde · g7 svart bonde · h7 svart bonde · c6 svart springare · d6 svart bonde · e5 svart bonde · h5 svart löpare · c4 vit löpare · e4 vit bonde · c3 vit springare · f3 vit springare · h3 vit bonde · a2 vit bonde · b2 vit bonde · c2 vit bonde · d2 vit bonde · f2 vit bonde · g2 vit bonde · a1 vit torn · c1 vit löpare · d1 vit drottning · e1 vit kung · h1 vit torn | a8 svart torn · d8 svart drottning · e8 svart kung · f8 svart löpare · g8 svart springare · h8 svart torn · a7 svart bonde · b7 svart bonde · c7 svart bonde · f7 svart bonde · g7 svart bonde · h7 svart bonde · c6 svart springare · d6 svart bonde · e5 svart bonde · h5 svart löpare · c4 vit löpare · e4 vit bonde · c3 vit springare · f3 vit springare · h3 vit bonde · a2 vit bonde · b2 vit bonde · c2 vit bonde · d2 vit bonde · f2 vit bonde · g2 vit bonde · a1 vit torn · c1 vit löpare · d1 vit drottning · e1 vit kung · h1 vit torn | 4 |
| 3 | a8 svart torn · d8 svart drottning · e8 svart kung · f8 svart löpare · g8 svart springare · h8 svart torn · a7 svart bonde · b7 svart bonde · c7 svart bonde · f7 svart bonde · g7 svart bonde · h7 svart bonde · c6 svart springare · d6 svart bonde · e5 svart bonde · h5 svart löpare · c4 vit löpare · e4 vit bonde · c3 vit springare · f3 vit springare · h3 vit bonde · a2 vit bonde · b2 vit bonde · c2 vit bonde · d2 vit bonde · f2 vit bonde · g2 vit bonde · a1 vit torn · c1 vit löpare · d1 vit drottning · e1 vit kung · h1 vit torn | a8 svart torn · d8 svart drottning · e8 svart kung · f8 svart löpare · g8 svart springare · h8 svart torn · a7 svart bonde · b7 svart bonde · c7 svart bonde · f7 svart bonde · g7 svart bonde · h7 svart bonde · c6 svart springare · d6 svart bonde · e5 svart bonde · h5 svart löpare · c4 vit löpare · e4 vit bonde · c3 vit springare · f3 vit springare · h3 vit bonde · a2 vit bonde · b2 vit bonde · c2 vit bonde · d2 vit bonde · f2 vit bonde · g2 vit bonde · a1 vit torn · c1 vit löpare · d1 vit drottning · e1 vit kung · h1 vit torn | a8 svart torn · d8 svart drottning · e8 svart kung · f8 svart löpare · g8 svart springare · h8 svart torn · a7 svart bonde · b7 svart bonde · c7 svart bonde · f7 svart bonde · g7 svart bonde · h7 svart bonde · c6 svart springare · d6 svart bonde · e5 svart bonde · h5 svart löpare · c4 vit löpare · e4 vit bonde · c3 vit springare · f3 vit springare · h3 vit bonde · a2 vit bonde · b2 vit bonde · c2 vit bonde · d2 vit bonde · f2 vit bonde · g2 vit bonde · a1 vit torn · c1 vit löpare · d1 vit drottning · e1 vit kung · h1 vit torn | a8 svart torn · d8 svart drottning · e8 svart kung · f8 svart löpare · g8 svart springare · h8 svart torn · a7 svart bonde · b7 svart bonde · c7 svart bonde · f7 svart bonde · g7 svart bonde · h7 svart bonde · c6 svart springare · d6 svart bonde · e5 svart bonde · h5 svart löpare · c4 vit löpare · e4 vit bonde · c3 vit springare · f3 vit springare · h3 vit bonde · a2 vit bonde · b2 vit bonde · c2 vit bonde · d2 vit bonde · f2 vit bonde · g2 vit bonde · a1 vit torn · c1 vit löpare · d1 vit drottning · e1 vit kung · h1 vit torn | a8 svart torn · d8 svart drottning · e8 svart kung · f8 svart löpare · g8 svart springare · h8 svart torn · a7 svart bonde · b7 svart bonde · c7 svart bonde · f7 svart bonde · g7 svart bonde · h7 svart bonde · c6 svart springare · d6 svart bonde · e5 svart bonde · h5 svart löpare · c4 vit löpare · e4 vit bonde · c3 vit springare · f3 vit springare · h3 vit bonde · a2 vit bonde · b2 vit bonde · c2 vit bonde · d2 vit bonde · f2 vit bonde · g2 vit bonde · a1 vit torn · c1 vit löpare · d1 vit drottning · e1 vit kung · h1 vit torn | a8 svart torn · d8 svart drottning · e8 svart kung · f8 svart löpare · g8 svart springare · h8 svart torn · a7 svart bonde · b7 svart bonde · c7 svart bonde · f7 svart bonde · g7 svart bonde · h7 svart bonde · c6 svart springare · d6 svart bonde · e5 svart bonde · h5 svart löpare · c4 vit löpare · e4 vit bonde · c3 vit springare · f3 vit springare · h3 vit bonde · a2 vit bonde · b2 vit bonde · c2 vit bonde · d2 vit bonde · f2 vit bonde · g2 vit bonde · a1 vit torn · c1 vit löpare · d1 vit drottning · e1 vit kung · h1 vit torn | a8 svart torn · d8 svart drottning · e8 svart kung · f8 svart löpare · g8 svart springare · h8 svart torn · a7 svart bonde · b7 svart bonde · c7 svart bonde · f7 svart bonde · g7 svart bonde · h7 svart bonde · c6 svart springare · d6 svart bonde · e5 svart bonde · h5 svart löpare · c4 vit löpare · e4 vit bonde · c3 vit springare · f3 vit springare · h3 vit bonde · a2 vit bonde · b2 vit bonde · c2 vit bonde · d2 vit bonde · f2 vit bonde · g2 vit bonde · a1 vit torn · c1 vit löpare · d1 vit drottning · e1 vit kung · h1 vit torn | a8 svart torn · d8 svart drottning · e8 svart kung · f8 svart löpare · g8 svart springare · h8 svart torn · a7 svart bonde · b7 svart bonde · c7 svart bonde · f7 svart bonde · g7 svart bonde · h7 svart bonde · c6 svart springare · d6 svart bonde · e5 svart bonde · h5 svart löpare · c4 vit löpare · e4 vit bonde · c3 vit springare · f3 vit springare · h3 vit bonde · a2 vit bonde · b2 vit bonde · c2 vit bonde · d2 vit bonde · f2 vit bonde · g2 vit bonde · a1 vit torn · c1 vit löpare · d1 vit drottning · e1 vit kung · h1 vit torn | 3 |
| 2 | a8 svart torn · d8 svart drottning · e8 svart kung · f8 svart löpare · g8 svart springare · h8 svart torn · a7 svart bonde · b7 svart bonde · c7 svart bonde · f7 svart bonde · g7 svart bonde · h7 svart bonde · c6 svart springare · d6 svart bonde · e5 svart bonde · h5 svart löpare · c4 vit löpare · e4 vit bonde · c3 vit springare · f3 vit springare · h3 vit bonde · a2 vit bonde · b2 vit bonde · c2 vit bonde · d2 vit bonde · f2 vit bonde · g2 vit bonde · a1 vit torn · c1 vit löpare · d1 vit drottning · e1 vit kung · h1 vit torn | a8 svart torn · d8 svart drottning · e8 svart kung · f8 svart löpare · g8 svart springare · h8 svart torn · a7 svart bonde · b7 svart bonde · c7 svart bonde · f7 svart bonde · g7 svart bonde · h7 svart bonde · c6 svart springare · d6 svart bonde · e5 svart bonde · h5 svart löpare · c4 vit löpare · e4 vit bonde · c3 vit springare · f3 vit springare · h3 vit bonde · a2 vit bonde · b2 vit bonde · c2 vit bonde · d2 vit bonde · f2 vit bonde · g2 vit bonde · a1 vit torn · c1 vit löpare · d1 vit drottning · e1 vit kung · h1 vit torn | a8 svart torn · d8 svart drottning · e8 svart kung · f8 svart löpare · g8 svart springare · h8 svart torn · a7 svart bonde · b7 svart bonde · c7 svart bonde · f7 svart bonde · g7 svart bonde · h7 svart bonde · c6 svart springare · d6 svart bonde · e5 svart bonde · h5 svart löpare · c4 vit löpare · e4 vit bonde · c3 vit springare · f3 vit springare · h3 vit bonde · a2 vit bonde · b2 vit bonde · c2 vit bonde · d2 vit bonde · f2 vit bonde · g2 vit bonde · a1 vit torn · c1 vit löpare · d1 vit drottning · e1 vit kung · h1 vit torn | a8 svart torn · d8 svart drottning · e8 svart kung · f8 svart löpare · g8 svart springare · h8 svart torn · a7 svart bonde · b7 svart bonde · c7 svart bonde · f7 svart bonde · g7 svart bonde · h7 svart bonde · c6 svart springare · d6 svart bonde · e5 svart bonde · h5 svart löpare · c4 vit löpare · e4 vit bonde · c3 vit springare · f3 vit springare · h3 vit bonde · a2 vit bonde · b2 vit bonde · c2 vit bonde · d2 vit bonde · f2 vit bonde · g2 vit bonde · a1 vit torn · c1 vit löpare · d1 vit drottning · e1 vit kung · h1 vit torn | a8 svart torn · d8 svart drottning · e8 svart kung · f8 svart löpare · g8 svart springare · h8 svart torn · a7 svart bonde · b7 svart bonde · c7 svart bonde · f7 svart bonde · g7 svart bonde · h7 svart bonde · c6 svart springare · d6 svart bonde · e5 svart bonde · h5 svart löpare · c4 vit löpare · e4 vit bonde · c3 vit springare · f3 vit springare · h3 vit bonde · a2 vit bonde · b2 vit bonde · c2 vit bonde · d2 vit bonde · f2 vit bonde · g2 vit bonde · a1 vit torn · c1 vit löpare · d1 vit drottning · e1 vit kung · h1 vit torn | a8 svart torn · d8 svart drottning · e8 svart kung · f8 svart löpare · g8 svart springare · h8 svart torn · a7 svart bonde · b7 svart bonde · c7 svart bonde · f7 svart bonde · g7 svart bonde · h7 svart bonde · c6 svart springare · d6 svart bonde · e5 svart bonde · h5 svart löpare · c4 vit löpare · e4 vit bonde · c3 vit springare · f3 vit springare · h3 vit bonde · a2 vit bonde · b2 vit bonde · c2 vit bonde · d2 vit bonde · f2 vit bonde · g2 vit bonde · a1 vit torn · c1 vit löpare · d1 vit drottning · e1 vit kung · h1 vit torn | a8 svart torn · d8 svart drottning · e8 svart kung · f8 svart löpare · g8 svart springare · h8 svart torn · a7 svart bonde · b7 svart bonde · c7 svart bonde · f7 svart bonde · g7 svart bonde · h7 svart bonde · c6 svart springare · d6 svart bonde · e5 svart bonde · h5 svart löpare · c4 vit löpare · e4 vit bonde · c3 vit springare · f3 vit springare · h3 vit bonde · a2 vit bonde · b2 vit bonde · c2 vit bonde · d2 vit bonde · f2 vit bonde · g2 vit bonde · a1 vit torn · c1 vit löpare · d1 vit drottning · e1 vit kung · h1 vit torn | a8 svart torn · d8 svart drottning · e8 svart kung · f8 svart löpare · g8 svart springare · h8 svart torn · a7 svart bonde · b7 svart bonde · c7 svart bonde · f7 svart bonde · g7 svart bonde · h7 svart bonde · c6 svart springare · d6 svart bonde · e5 svart bonde · h5 svart löpare · c4 vit löpare · e4 vit bonde · c3 vit springare · f3 vit springare · h3 vit bonde · a2 vit bonde · b2 vit bonde · c2 vit bonde · d2 vit bonde · f2 vit bonde · g2 vit bonde · a1 vit torn · c1 vit löpare · d1 vit drottning · e1 vit kung · h1 vit torn | 2 |
| 1 | a8 svart torn · d8 svart drottning · e8 svart kung · f8 svart löpare · g8 svart springare · h8 svart torn · a7 svart bonde · b7 svart bonde · c7 svart bonde · f7 svart bonde · g7 svart bonde · h7 svart bonde · c6 svart springare · d6 svart bonde · e5 svart bonde · h5 svart löpare · c4 vit löpare · e4 vit bonde · c3 vit springare · f3 vit springare · h3 vit bonde · a2 vit bonde · b2 vit bonde · c2 vit bonde · d2 vit bonde · f2 vit bonde · g2 vit bonde · a1 vit torn · c1 vit löpare · d1 vit drottning · e1 vit kung · h1 vit torn | a8 svart torn · d8 svart drottning · e8 svart kung · f8 svart löpare · g8 svart springare · h8 svart torn · a7 svart bonde · b7 svart bonde · c7 svart bonde · f7 svart bonde · g7 svart bonde · h7 svart bonde · c6 svart springare · d6 svart bonde · e5 svart bonde · h5 svart löpare · c4 vit löpare · e4 vit bonde · c3 vit springare · f3 vit springare · h3 vit bonde · a2 vit bonde · b2 vit bonde · c2 vit bonde · d2 vit bonde · f2 vit bonde · g2 vit bonde · a1 vit torn · c1 vit löpare · d1 vit drottning · e1 vit kung · h1 vit torn | a8 svart torn · d8 svart drottning · e8 svart kung · f8 svart löpare · g8 svart springare · h8 svart torn · a7 svart bonde · b7 svart bonde · c7 svart bonde · f7 svart bonde · g7 svart bonde · h7 svart bonde · c6 svart springare · d6 svart bonde · e5 svart bonde · h5 svart löpare · c4 vit löpare · e4 vit bonde · c3 vit springare · f3 vit springare · h3 vit bonde · a2 vit bonde · b2 vit bonde · c2 vit bonde · d2 vit bonde · f2 vit bonde · g2 vit bonde · a1 vit torn · c1 vit löpare · d1 vit drottning · e1 vit kung · h1 vit torn | a8 svart torn · d8 svart drottning · e8 svart kung · f8 svart löpare · g8 svart springare · h8 svart torn · a7 svart bonde · b7 svart bonde · c7 svart bonde · f7 svart bonde · g7 svart bonde · h7 svart bonde · c6 svart springare · d6 svart bonde · e5 svart bonde · h5 svart löpare · c4 vit löpare · e4 vit bonde · c3 vit springare · f3 vit springare · h3 vit bonde · a2 vit bonde · b2 vit bonde · c2 vit bonde · d2 vit bonde · f2 vit bonde · g2 vit bonde · a1 vit torn · c1 vit löpare · d1 vit drottning · e1 vit kung · h1 vit torn | a8 svart torn · d8 svart drottning · e8 svart kung · f8 svart löpare · g8 svart springare · h8 svart torn · a7 svart bonde · b7 svart bonde · c7 svart bonde · f7 svart bonde · g7 svart bonde · h7 svart bonde · c6 svart springare · d6 svart bonde · e5 svart bonde · h5 svart löpare · c4 vit löpare · e4 vit bonde · c3 vit springare · f3 vit springare · h3 vit bonde · a2 vit bonde · b2 vit bonde · c2 vit bonde · d2 vit bonde · f2 vit bonde · g2 vit bonde · a1 vit torn · c1 vit löpare · d1 vit drottning · e1 vit kung · h1 vit torn | a8 svart torn · d8 svart drottning · e8 svart kung · f8 svart löpare · g8 svart springare · h8 svart torn · a7 svart bonde · b7 svart bonde · c7 svart bonde · f7 svart bonde · g7 svart bonde · h7 svart bonde · c6 svart springare · d6 svart bonde · e5 svart bonde · h5 svart löpare · c4 vit löpare · e4 vit bonde · c3 vit springare · f3 vit springare · h3 vit bonde · a2 vit bonde · b2 vit bonde · c2 vit bonde · d2 vit bonde · f2 vit bonde · g2 vit bonde · a1 vit torn · c1 vit löpare · d1 vit drottning · e1 vit kung · h1 vit torn | a8 svart torn · d8 svart drottning · e8 svart kung · f8 svart löpare · g8 svart springare · h8 svart torn · a7 svart bonde · b7 svart bonde · c7 svart bonde · f7 svart bonde · g7 svart bonde · h7 svart bonde · c6 svart springare · d6 svart bonde · e5 svart bonde · h5 svart löpare · c4 vit löpare · e4 vit bonde · c3 vit springare · f3 vit springare · h3 vit bonde · a2 vit bonde · b2 vit bonde · c2 vit bonde · d2 vit bonde · f2 vit bonde · g2 vit bonde · a1 vit torn · c1 vit löpare · d1 vit drottning · e1 vit kung · h1 vit torn | a8 svart torn · d8 svart drottning · e8 svart kung · f8 svart löpare · g8 svart springare · h8 svart torn · a7 svart bonde · b7 svart bonde · c7 svart bonde · f7 svart bonde · g7 svart bonde · h7 svart bonde · c6 svart springare · d6 svart bonde · e5 svart bonde · h5 svart löpare · c4 vit löpare · e4 vit bonde · c3 vit springare · f3 vit springare · h3 vit bonde · a2 vit bonde · b2 vit bonde · c2 vit bonde · d2 vit bonde · f2 vit bonde · g2 vit bonde · a1 vit torn · c1 vit löpare · d1 vit drottning · e1 vit kung · h1 vit torn | 1 |
|   | a | b | c | d | e | f | g | h |   |

|   | a | b | c | d | e | f | g | h |   |
| 8 | a8 svart torn · d8 svart drottning · f8 svart löpare · g8 svart springare · h8 svart torn · a7 svart bonde · b7 svart bonde · c7 svart bonde · e7 svart kung · f7 vit löpare · g7 svart bonde · h7 svart bonde · c6 svart springare · d6 svart bonde · d5 vit springare · e5 vit springare · e4 vit bonde · h3 vit bonde · a2 vit bonde · b2 vit bonde · c2 vit bonde · d2 vit bonde · f2 vit bonde · g2 vit bonde · a1 vit torn · c1 vit löpare · d1 svart löpare · e1 vit kung · h1 vit torn | a8 svart torn · d8 svart drottning · f8 svart löpare · g8 svart springare · h8 svart torn · a7 svart bonde · b7 svart bonde · c7 svart bonde · e7 svart kung · f7 vit löpare · g7 svart bonde · h7 svart bonde · c6 svart springare · d6 svart bonde · d5 vit springare · e5 vit springare · e4 vit bonde · h3 vit bonde · a2 vit bonde · b2 vit bonde · c2 vit bonde · d2 vit bonde · f2 vit bonde · g2 vit bonde · a1 vit torn · c1 vit löpare · d1 svart löpare · e1 vit kung · h1 vit torn | a8 svart torn · d8 svart drottning · f8 svart löpare · g8 svart springare · h8 svart torn · a7 svart bonde · b7 svart bonde · c7 svart bonde · e7 svart kung · f7 vit löpare · g7 svart bonde · h7 svart bonde · c6 svart springare · d6 svart bonde · d5 vit springare · e5 vit springare · e4 vit bonde · h3 vit bonde · a2 vit bonde · b2 vit bonde · c2 vit bonde · d2 vit bonde · f2 vit bonde · g2 vit bonde · a1 vit torn · c1 vit löpare · d1 svart löpare · e1 vit kung · h1 vit torn | a8 svart torn · d8 svart drottning · f8 svart löpare · g8 svart springare · h8 svart torn · a7 svart bonde · b7 svart bonde · c7 svart bonde · e7 svart kung · f7 vit löpare · g7 svart bonde · h7 svart bonde · c6 svart springare · d6 svart bonde · d5 vit springare · e5 vit springare · e4 vit bonde · h3 vit bonde · a2 vit bonde · b2 vit bonde · c2 vit bonde · d2 vit bonde · f2 vit bonde · g2 vit bonde · a1 vit torn · c1 vit löpare · d1 svart löpare · e1 vit kung · h1 vit torn | a8 svart torn · d8 svart drottning · f8 svart löpare · g8 svart springare · h8 svart torn · a7 svart bonde · b7 svart bonde · c7 svart bonde · e7 svart kung · f7 vit löpare · g7 svart bonde · h7 svart bonde · c6 svart springare · d6 svart bonde · d5 vit springare · e5 vit springare · e4 vit bonde · h3 vit bonde · a2 vit bonde · b2 vit bonde · c2 vit bonde · d2 vit bonde · f2 vit bonde · g2 vit bonde · a1 vit torn · c1 vit löpare · d1 svart löpare · e1 vit kung · h1 vit torn | a8 svart torn · d8 svart drottning · f8 svart löpare · g8 svart springare · h8 svart torn · a7 svart bonde · b7 svart bonde · c7 svart bonde · e7 svart kung · f7 vit löpare · g7 svart bonde · h7 svart bonde · c6 svart springare · d6 svart bonde · d5 vit springare · e5 vit springare · e4 vit bonde · h3 vit bonde · a2 vit bonde · b2 vit bonde · c2 vit bonde · d2 vit bonde · f2 vit bonde · g2 vit bonde · a1 vit torn · c1 vit löpare · d1 svart löpare · e1 vit kung · h1 vit torn | a8 svart torn · d8 svart drottning · f8 svart löpare · g8 svart springare · h8 svart torn · a7 svart bonde · b7 svart bonde · c7 svart bonde · e7 svart kung · f7 vit löpare · g7 svart bonde · h7 svart bonde · c6 svart springare · d6 svart bonde · d5 vit springare · e5 vit springare · e4 vit bonde · h3 vit bonde · a2 vit bonde · b2 vit bonde · c2 vit bonde · d2 vit bonde · f2 vit bonde · g2 vit bonde · a1 vit torn · c1 vit löpare · d1 svart löpare · e1 vit kung · h1 vit torn | a8 svart torn · d8 svart drottning · f8 svart löpare · g8 svart springare · h8 svart torn · a7 svart bonde · b7 svart bonde · c7 svart bonde · e7 svart kung · f7 vit löpare · g7 svart bonde · h7 svart bonde · c6 svart springare · d6 svart bonde · d5 vit springare · e5 vit springare · e4 vit bonde · h3 vit bonde · a2 vit bonde · b2 vit bonde · c2 vit bonde · d2 vit bonde · f2 vit bonde · g2 vit bonde · a1 vit torn · c1 vit löpare · d1 svart löpare · e1 vit kung · h1 vit torn | 8 |
| 7 | a8 svart torn · d8 svart drottning · f8 svart löpare · g8 svart springare · h8 svart torn · a7 svart bonde · b7 svart bonde · c7 svart bonde · e7 svart kung · f7 vit löpare · g7 svart bonde · h7 svart bonde · c6 svart springare · d6 svart bonde · d5 vit springare · e5 vit springare · e4 vit bonde · h3 vit bonde · a2 vit bonde · b2 vit bonde · c2 vit bonde · d2 vit bonde · f2 vit bonde · g2 vit bonde · a1 vit torn · c1 vit löpare · d1 svart löpare · e1 vit kung · h1 vit torn | a8 svart torn · d8 svart drottning · f8 svart löpare · g8 svart springare · h8 svart torn · a7 svart bonde · b7 svart bonde · c7 svart bonde · e7 svart kung · f7 vit löpare · g7 svart bonde · h7 svart bonde · c6 svart springare · d6 svart bonde · d5 vit springare · e5 vit springare · e4 vit bonde · h3 vit bonde · a2 vit bonde · b2 vit bonde · c2 vit bonde · d2 vit bonde · f2 vit bonde · g2 vit bonde · a1 vit torn · c1 vit löpare · d1 svart löpare · e1 vit kung · h1 vit torn | a8 svart torn · d8 svart drottning · f8 svart löpare · g8 svart springare · h8 svart torn · a7 svart bonde · b7 svart bonde · c7 svart bonde · e7 svart kung · f7 vit löpare · g7 svart bonde · h7 svart bonde · c6 svart springare · d6 svart bonde · d5 vit springare · e5 vit springare · e4 vit bonde · h3 vit bonde · a2 vit bonde · b2 vit bonde · c2 vit bonde · d2 vit bonde · f2 vit bonde · g2 vit bonde · a1 vit torn · c1 vit löpare · d1 svart löpare · e1 vit kung · h1 vit torn | a8 svart torn · d8 svart drottning · f8 svart löpare · g8 svart springare · h8 svart torn · a7 svart bonde · b7 svart bonde · c7 svart bonde · e7 svart kung · f7 vit löpare · g7 svart bonde · h7 svart bonde · c6 svart springare · d6 svart bonde · d5 vit springare · e5 vit springare · e4 vit bonde · h3 vit bonde · a2 vit bonde · b2 vit bonde · c2 vit bonde · d2 vit bonde · f2 vit bonde · g2 vit bonde · a1 vit torn · c1 vit löpare · d1 svart löpare · e1 vit kung · h1 vit torn | a8 svart torn · d8 svart drottning · f8 svart löpare · g8 svart springare · h8 svart torn · a7 svart bonde · b7 svart bonde · c7 svart bonde · e7 svart kung · f7 vit löpare · g7 svart bonde · h7 svart bonde · c6 svart springare · d6 svart bonde · d5 vit springare · e5 vit springare · e4 vit bonde · h3 vit bonde · a2 vit bonde · b2 vit bonde · c2 vit bonde · d2 vit bonde · f2 vit bonde · g2 vit bonde · a1 vit torn · c1 vit löpare · d1 svart löpare · e1 vit kung · h1 vit torn | a8 svart torn · d8 svart drottning · f8 svart löpare · g8 svart springare · h8 svart torn · a7 svart bonde · b7 svart bonde · c7 svart bonde · e7 svart kung · f7 vit löpare · g7 svart bonde · h7 svart bonde · c6 svart springare · d6 svart bonde · d5 vit springare · e5 vit springare · e4 vit bonde · h3 vit bonde · a2 vit bonde · b2 vit bonde · c2 vit bonde · d2 vit bonde · f2 vit bonde · g2 vit bonde · a1 vit torn · c1 vit löpare · d1 svart löpare · e1 vit kung · h1 vit torn | a8 svart torn · d8 svart drottning · f8 svart löpare · g8 svart springare · h8 svart torn · a7 svart bonde · b7 svart bonde · c7 svart bonde · e7 svart kung · f7 vit löpare · g7 svart bonde · h7 svart bonde · c6 svart springare · d6 svart bonde · d5 vit springare · e5 vit springare · e4 vit bonde · h3 vit bonde · a2 vit bonde · b2 vit bonde · c2 vit bonde · d2 vit bonde · f2 vit bonde · g2 vit bonde · a1 vit torn · c1 vit löpare · d1 svart löpare · e1 vit kung · h1 vit torn | a8 svart torn · d8 svart drottning · f8 svart löpare · g8 svart springare · h8 svart torn · a7 svart bonde · b7 svart bonde · c7 svart bonde · e7 svart kung · f7 vit löpare · g7 svart bonde · h7 svart bonde · c6 svart springare · d6 svart bonde · d5 vit springare · e5 vit springare · e4 vit bonde · h3 vit bonde · a2 vit bonde · b2 vit bonde · c2 vit bonde · d2 vit bonde · f2 vit bonde · g2 vit bonde · a1 vit torn · c1 vit löpare · d1 svart löpare · e1 vit kung · h1 vit torn | 7 |
| 6 | a8 svart torn · d8 svart drottning · f8 svart löpare · g8 svart springare · h8 svart torn · a7 svart bonde · b7 svart bonde · c7 svart bonde · e7 svart kung · f7 vit löpare · g7 svart bonde · h7 svart bonde · c6 svart springare · d6 svart bonde · d5 vit springare · e5 vit springare · e4 vit bonde · h3 vit bonde · a2 vit bonde · b2 vit bonde · c2 vit bonde · d2 vit bonde · f2 vit bonde · g2 vit bonde · a1 vit torn · c1 vit löpare · d1 svart löpare · e1 vit kung · h1 vit torn | a8 svart torn · d8 svart drottning · f8 svart löpare · g8 svart springare · h8 svart torn · a7 svart bonde · b7 svart bonde · c7 svart bonde · e7 svart kung · f7 vit löpare · g7 svart bonde · h7 svart bonde · c6 svart springare · d6 svart bonde · d5 vit springare · e5 vit springare · e4 vit bonde · h3 vit bonde · a2 vit bonde · b2 vit bonde · c2 vit bonde · d2 vit bonde · f2 vit bonde · g2 vit bonde · a1 vit torn · c1 vit löpare · d1 svart löpare · e1 vit kung · h1 vit torn | a8 svart torn · d8 svart drottning · f8 svart löpare · g8 svart springare · h8 svart torn · a7 svart bonde · b7 svart bonde · c7 svart bonde · e7 svart kung · f7 vit löpare · g7 svart bonde · h7 svart bonde · c6 svart springare · d6 svart bonde · d5 vit springare · e5 vit springare · e4 vit bonde · h3 vit bonde · a2 vit bonde · b2 vit bonde · c2 vit bonde · d2 vit bonde · f2 vit bonde · g2 vit bonde · a1 vit torn · c1 vit löpare · d1 svart löpare · e1 vit kung · h1 vit torn | a8 svart torn · d8 svart drottning · f8 svart löpare · g8 svart springare · h8 svart torn · a7 svart bonde · b7 svart bonde · c7 svart bonde · e7 svart kung · f7 vit löpare · g7 svart bonde · h7 svart bonde · c6 svart springare · d6 svart bonde · d5 vit springare · e5 vit springare · e4 vit bonde · h3 vit bonde · a2 vit bonde · b2 vit bonde · c2 vit bonde · d2 vit bonde · f2 vit bonde · g2 vit bonde · a1 vit torn · c1 vit löpare · d1 svart löpare · e1 vit kung · h1 vit torn | a8 svart torn · d8 svart drottning · f8 svart löpare · g8 svart springare · h8 svart torn · a7 svart bonde · b7 svart bonde · c7 svart bonde · e7 svart kung · f7 vit löpare · g7 svart bonde · h7 svart bonde · c6 svart springare · d6 svart bonde · d5 vit springare · e5 vit springare · e4 vit bonde · h3 vit bonde · a2 vit bonde · b2 vit bonde · c2 vit bonde · d2 vit bonde · f2 vit bonde · g2 vit bonde · a1 vit torn · c1 vit löpare · d1 svart löpare · e1 vit kung · h1 vit torn | a8 svart torn · d8 svart drottning · f8 svart löpare · g8 svart springare · h8 svart torn · a7 svart bonde · b7 svart bonde · c7 svart bonde · e7 svart kung · f7 vit löpare · g7 svart bonde · h7 svart bonde · c6 svart springare · d6 svart bonde · d5 vit springare · e5 vit springare · e4 vit bonde · h3 vit bonde · a2 vit bonde · b2 vit bonde · c2 vit bonde · d2 vit bonde · f2 vit bonde · g2 vit bonde · a1 vit torn · c1 vit löpare · d1 svart löpare · e1 vit kung · h1 vit torn | a8 svart torn · d8 svart drottning · f8 svart löpare · g8 svart springare · h8 svart torn · a7 svart bonde · b7 svart bonde · c7 svart bonde · e7 svart kung · f7 vit löpare · g7 svart bonde · h7 svart bonde · c6 svart springare · d6 svart bonde · d5 vit springare · e5 vit springare · e4 vit bonde · h3 vit bonde · a2 vit bonde · b2 vit bonde · c2 vit bonde · d2 vit bonde · f2 vit bonde · g2 vit bonde · a1 vit torn · c1 vit löpare · d1 svart löpare · e1 vit kung · h1 vit torn | a8 svart torn · d8 svart drottning · f8 svart löpare · g8 svart springare · h8 svart torn · a7 svart bonde · b7 svart bonde · c7 svart bonde · e7 svart kung · f7 vit löpare · g7 svart bonde · h7 svart bonde · c6 svart springare · d6 svart bonde · d5 vit springare · e5 vit springare · e4 vit bonde · h3 vit bonde · a2 vit bonde · b2 vit bonde · c2 vit bonde · d2 vit bonde · f2 vit bonde · g2 vit bonde · a1 vit torn · c1 vit löpare · d1 svart löpare · e1 vit kung · h1 vit torn | 6 |
| 5 | a8 svart torn · d8 svart drottning · f8 svart löpare · g8 svart springare · h8 svart torn · a7 svart bonde · b7 svart bonde · c7 svart bonde · e7 svart kung · f7 vit löpare · g7 svart bonde · h7 svart bonde · c6 svart springare · d6 svart bonde · d5 vit springare · e5 vit springare · e4 vit bonde · h3 vit bonde · a2 vit bonde · b2 vit bonde · c2 vit bonde · d2 vit bonde · f2 vit bonde · g2 vit bonde · a1 vit torn · c1 vit löpare · d1 svart löpare · e1 vit kung · h1 vit torn | a8 svart torn · d8 svart drottning · f8 svart löpare · g8 svart springare · h8 svart torn · a7 svart bonde · b7 svart bonde · c7 svart bonde · e7 svart kung · f7 vit löpare · g7 svart bonde · h7 svart bonde · c6 svart springare · d6 svart bonde · d5 vit springare · e5 vit springare · e4 vit bonde · h3 vit bonde · a2 vit bonde · b2 vit bonde · c2 vit bonde · d2 vit bonde · f2 vit bonde · g2 vit bonde · a1 vit torn · c1 vit löpare · d1 svart löpare · e1 vit kung · h1 vit torn | a8 svart torn · d8 svart drottning · f8 svart löpare · g8 svart springare · h8 svart torn · a7 svart bonde · b7 svart bonde · c7 svart bonde · e7 svart kung · f7 vit löpare · g7 svart bonde · h7 svart bonde · c6 svart springare · d6 svart bonde · d5 vit springare · e5 vit springare · e4 vit bonde · h3 vit bonde · a2 vit bonde · b2 vit bonde · c2 vit bonde · d2 vit bonde · f2 vit bonde · g2 vit bonde · a1 vit torn · c1 vit löpare · d1 svart löpare · e1 vit kung · h1 vit torn | a8 svart torn · d8 svart drottning · f8 svart löpare · g8 svart springare · h8 svart torn · a7 svart bonde · b7 svart bonde · c7 svart bonde · e7 svart kung · f7 vit löpare · g7 svart bonde · h7 svart bonde · c6 svart springare · d6 svart bonde · d5 vit springare · e5 vit springare · e4 vit bonde · h3 vit bonde · a2 vit bonde · b2 vit bonde · c2 vit bonde · d2 vit bonde · f2 vit bonde · g2 vit bonde · a1 vit torn · c1 vit löpare · d1 svart löpare · e1 vit kung · h1 vit torn | a8 svart torn · d8 svart drottning · f8 svart löpare · g8 svart springare · h8 svart torn · a7 svart bonde · b7 svart bonde · c7 svart bonde · e7 svart kung · f7 vit löpare · g7 svart bonde · h7 svart bonde · c6 svart springare · d6 svart bonde · d5 vit springare · e5 vit springare · e4 vit bonde · h3 vit bonde · a2 vit bonde · b2 vit bonde · c2 vit bonde · d2 vit bonde · f2 vit bonde · g2 vit bonde · a1 vit torn · c1 vit löpare · d1 svart löpare · e1 vit kung · h1 vit torn | a8 svart torn · d8 svart drottning · f8 svart löpare · g8 svart springare · h8 svart torn · a7 svart bonde · b7 svart bonde · c7 svart bonde · e7 svart kung · f7 vit löpare · g7 svart bonde · h7 svart bonde · c6 svart springare · d6 svart bonde · d5 vit springare · e5 vit springare · e4 vit bonde · h3 vit bonde · a2 vit bonde · b2 vit bonde · c2 vit bonde · d2 vit bonde · f2 vit bonde · g2 vit bonde · a1 vit torn · c1 vit löpare · d1 svart löpare · e1 vit kung · h1 vit torn | a8 svart torn · d8 svart drottning · f8 svart löpare · g8 svart springare · h8 svart torn · a7 svart bonde · b7 svart bonde · c7 svart bonde · e7 svart kung · f7 vit löpare · g7 svart bonde · h7 svart bonde · c6 svart springare · d6 svart bonde · d5 vit springare · e5 vit springare · e4 vit bonde · h3 vit bonde · a2 vit bonde · b2 vit bonde · c2 vit bonde · d2 vit bonde · f2 vit bonde · g2 vit bonde · a1 vit torn · c1 vit löpare · d1 svart löpare · e1 vit kung · h1 vit torn | a8 svart torn · d8 svart drottning · f8 svart löpare · g8 svart springare · h8 svart torn · a7 svart bonde · b7 svart bonde · c7 svart bonde · e7 svart kung · f7 vit löpare · g7 svart bonde · h7 svart bonde · c6 svart springare · d6 svart bonde · d5 vit springare · e5 vit springare · e4 vit bonde · h3 vit bonde · a2 vit bonde · b2 vit bonde · c2 vit bonde · d2 vit bonde · f2 vit bonde · g2 vit bonde · a1 vit torn · c1 vit löpare · d1 svart löpare · e1 vit kung · h1 vit torn | 5 |
| 4 | a8 svart torn · d8 svart drottning · f8 svart löpare · g8 svart springare · h8 svart torn · a7 svart bonde · b7 svart bonde · c7 svart bonde · e7 svart kung · f7 vit löpare · g7 svart bonde · h7 svart bonde · c6 svart springare · d6 svart bonde · d5 vit springare · e5 vit springare · e4 vit bonde · h3 vit bonde · a2 vit bonde · b2 vit bonde · c2 vit bonde · d2 vit bonde · f2 vit bonde · g2 vit bonde · a1 vit torn · c1 vit löpare · d1 svart löpare · e1 vit kung · h1 vit torn | a8 svart torn · d8 svart drottning · f8 svart löpare · g8 svart springare · h8 svart torn · a7 svart bonde · b7 svart bonde · c7 svart bonde · e7 svart kung · f7 vit löpare · g7 svart bonde · h7 svart bonde · c6 svart springare · d6 svart bonde · d5 vit springare · e5 vit springare · e4 vit bonde · h3 vit bonde · a2 vit bonde · b2 vit bonde · c2 vit bonde · d2 vit bonde · f2 vit bonde · g2 vit bonde · a1 vit torn · c1 vit löpare · d1 svart löpare · e1 vit kung · h1 vit torn | a8 svart torn · d8 svart drottning · f8 svart löpare · g8 svart springare · h8 svart torn · a7 svart bonde · b7 svart bonde · c7 svart bonde · e7 svart kung · f7 vit löpare · g7 svart bonde · h7 svart bonde · c6 svart springare · d6 svart bonde · d5 vit springare · e5 vit springare · e4 vit bonde · h3 vit bonde · a2 vit bonde · b2 vit bonde · c2 vit bonde · d2 vit bonde · f2 vit bonde · g2 vit bonde · a1 vit torn · c1 vit löpare · d1 svart löpare · e1 vit kung · h1 vit torn | a8 svart torn · d8 svart drottning · f8 svart löpare · g8 svart springare · h8 svart torn · a7 svart bonde · b7 svart bonde · c7 svart bonde · e7 svart kung · f7 vit löpare · g7 svart bonde · h7 svart bonde · c6 svart springare · d6 svart bonde · d5 vit springare · e5 vit springare · e4 vit bonde · h3 vit bonde · a2 vit bonde · b2 vit bonde · c2 vit bonde · d2 vit bonde · f2 vit bonde · g2 vit bonde · a1 vit torn · c1 vit löpare · d1 svart löpare · e1 vit kung · h1 vit torn | a8 svart torn · d8 svart drottning · f8 svart löpare · g8 svart springare · h8 svart torn · a7 svart bonde · b7 svart bonde · c7 svart bonde · e7 svart kung · f7 vit löpare · g7 svart bonde · h7 svart bonde · c6 svart springare · d6 svart bonde · d5 vit springare · e5 vit springare · e4 vit bonde · h3 vit bonde · a2 vit bonde · b2 vit bonde · c2 vit bonde · d2 vit bonde · f2 vit bonde · g2 vit bonde · a1 vit torn · c1 vit löpare · d1 svart löpare · e1 vit kung · h1 vit torn | a8 svart torn · d8 svart drottning · f8 svart löpare · g8 svart springare · h8 svart torn · a7 svart bonde · b7 svart bonde · c7 svart bonde · e7 svart kung · f7 vit löpare · g7 svart bonde · h7 svart bonde · c6 svart springare · d6 svart bonde · d5 vit springare · e5 vit springare · e4 vit bonde · h3 vit bonde · a2 vit bonde · b2 vit bonde · c2 vit bonde · d2 vit bonde · f2 vit bonde · g2 vit bonde · a1 vit torn · c1 vit löpare · d1 svart löpare · e1 vit kung · h1 vit torn | a8 svart torn · d8 svart drottning · f8 svart löpare · g8 svart springare · h8 svart torn · a7 svart bonde · b7 svart bonde · c7 svart bonde · e7 svart kung · f7 vit löpare · g7 svart bonde · h7 svart bonde · c6 svart springare · d6 svart bonde · d5 vit springare · e5 vit springare · e4 vit bonde · h3 vit bonde · a2 vit bonde · b2 vit bonde · c2 vit bonde · d2 vit bonde · f2 vit bonde · g2 vit bonde · a1 vit torn · c1 vit löpare · d1 svart löpare · e1 vit kung · h1 vit torn | a8 svart torn · d8 svart drottning · f8 svart löpare · g8 svart springare · h8 svart torn · a7 svart bonde · b7 svart bonde · c7 svart bonde · e7 svart kung · f7 vit löpare · g7 svart bonde · h7 svart bonde · c6 svart springare · d6 svart bonde · d5 vit springare · e5 vit springare · e4 vit bonde · h3 vit bonde · a2 vit bonde · b2 vit bonde · c2 vit bonde · d2 vit bonde · f2 vit bonde · g2 vit bonde · a1 vit torn · c1 vit löpare · d1 svart löpare · e1 vit kung · h1 vit torn | 4 |
| 3 | a8 svart torn · d8 svart drottning · f8 svart löpare · g8 svart springare · h8 svart torn · a7 svart bonde · b7 svart bonde · c7 svart bonde · e7 svart kung · f7 vit löpare · g7 svart bonde · h7 svart bonde · c6 svart springare · d6 svart bonde · d5 vit springare · e5 vit springare · e4 vit bonde · h3 vit bonde · a2 vit bonde · b2 vit bonde · c2 vit bonde · d2 vit bonde · f2 vit bonde · g2 vit bonde · a1 vit torn · c1 vit löpare · d1 svart löpare · e1 vit kung · h1 vit torn | a8 svart torn · d8 svart drottning · f8 svart löpare · g8 svart springare · h8 svart torn · a7 svart bonde · b7 svart bonde · c7 svart bonde · e7 svart kung · f7 vit löpare · g7 svart bonde · h7 svart bonde · c6 svart springare · d6 svart bonde · d5 vit springare · e5 vit springare · e4 vit bonde · h3 vit bonde · a2 vit bonde · b2 vit bonde · c2 vit bonde · d2 vit bonde · f2 vit bonde · g2 vit bonde · a1 vit torn · c1 vit löpare · d1 svart löpare · e1 vit kung · h1 vit torn | a8 svart torn · d8 svart drottning · f8 svart löpare · g8 svart springare · h8 svart torn · a7 svart bonde · b7 svart bonde · c7 svart bonde · e7 svart kung · f7 vit löpare · g7 svart bonde · h7 svart bonde · c6 svart springare · d6 svart bonde · d5 vit springare · e5 vit springare · e4 vit bonde · h3 vit bonde · a2 vit bonde · b2 vit bonde · c2 vit bonde · d2 vit bonde · f2 vit bonde · g2 vit bonde · a1 vit torn · c1 vit löpare · d1 svart löpare · e1 vit kung · h1 vit torn | a8 svart torn · d8 svart drottning · f8 svart löpare · g8 svart springare · h8 svart torn · a7 svart bonde · b7 svart bonde · c7 svart bonde · e7 svart kung · f7 vit löpare · g7 svart bonde · h7 svart bonde · c6 svart springare · d6 svart bonde · d5 vit springare · e5 vit springare · e4 vit bonde · h3 vit bonde · a2 vit bonde · b2 vit bonde · c2 vit bonde · d2 vit bonde · f2 vit bonde · g2 vit bonde · a1 vit torn · c1 vit löpare · d1 svart löpare · e1 vit kung · h1 vit torn | a8 svart torn · d8 svart drottning · f8 svart löpare · g8 svart springare · h8 svart torn · a7 svart bonde · b7 svart bonde · c7 svart bonde · e7 svart kung · f7 vit löpare · g7 svart bonde · h7 svart bonde · c6 svart springare · d6 svart bonde · d5 vit springare · e5 vit springare · e4 vit bonde · h3 vit bonde · a2 vit bonde · b2 vit bonde · c2 vit bonde · d2 vit bonde · f2 vit bonde · g2 vit bonde · a1 vit torn · c1 vit löpare · d1 svart löpare · e1 vit kung · h1 vit torn | a8 svart torn · d8 svart drottning · f8 svart löpare · g8 svart springare · h8 svart torn · a7 svart bonde · b7 svart bonde · c7 svart bonde · e7 svart kung · f7 vit löpare · g7 svart bonde · h7 svart bonde · c6 svart springare · d6 svart bonde · d5 vit springare · e5 vit springare · e4 vit bonde · h3 vit bonde · a2 vit bonde · b2 vit bonde · c2 vit bonde · d2 vit bonde · f2 vit bonde · g2 vit bonde · a1 vit torn · c1 vit löpare · d1 svart löpare · e1 vit kung · h1 vit torn | a8 svart torn · d8 svart drottning · f8 svart löpare · g8 svart springare · h8 svart torn · a7 svart bonde · b7 svart bonde · c7 svart bonde · e7 svart kung · f7 vit löpare · g7 svart bonde · h7 svart bonde · c6 svart springare · d6 svart bonde · d5 vit springare · e5 vit springare · e4 vit bonde · h3 vit bonde · a2 vit bonde · b2 vit bonde · c2 vit bonde · d2 vit bonde · f2 vit bonde · g2 vit bonde · a1 vit torn · c1 vit löpare · d1 svart löpare · e1 vit kung · h1 vit torn | a8 svart torn · d8 svart drottning · f8 svart löpare · g8 svart springare · h8 svart torn · a7 svart bonde · b7 svart bonde · c7 svart bonde · e7 svart kung · f7 vit löpare · g7 svart bonde · h7 svart bonde · c6 svart springare · d6 svart bonde · d5 vit springare · e5 vit springare · e4 vit bonde · h3 vit bonde · a2 vit bonde · b2 vit bonde · c2 vit bonde · d2 vit bonde · f2 vit bonde · g2 vit bonde · a1 vit torn · c1 vit löpare · d1 svart löpare · e1 vit kung · h1 vit torn | 3 |
| 2 | a8 svart torn · d8 svart drottning · f8 svart löpare · g8 svart springare · h8 svart torn · a7 svart bonde · b7 svart bonde · c7 svart bonde · e7 svart kung · f7 vit löpare · g7 svart bonde · h7 svart bonde · c6 svart springare · d6 svart bonde · d5 vit springare · e5 vit springare · e4 vit bonde · h3 vit bonde · a2 vit bonde · b2 vit bonde · c2 vit bonde · d2 vit bonde · f2 vit bonde · g2 vit bonde · a1 vit torn · c1 vit löpare · d1 svart löpare · e1 vit kung · h1 vit torn | a8 svart torn · d8 svart drottning · f8 svart löpare · g8 svart springare · h8 svart torn · a7 svart bonde · b7 svart bonde · c7 svart bonde · e7 svart kung · f7 vit löpare · g7 svart bonde · h7 svart bonde · c6 svart springare · d6 svart bonde · d5 vit springare · e5 vit springare · e4 vit bonde · h3 vit bonde · a2 vit bonde · b2 vit bonde · c2 vit bonde · d2 vit bonde · f2 vit bonde · g2 vit bonde · a1 vit torn · c1 vit löpare · d1 svart löpare · e1 vit kung · h1 vit torn | a8 svart torn · d8 svart drottning · f8 svart löpare · g8 svart springare · h8 svart torn · a7 svart bonde · b7 svart bonde · c7 svart bonde · e7 svart kung · f7 vit löpare · g7 svart bonde · h7 svart bonde · c6 svart springare · d6 svart bonde · d5 vit springare · e5 vit springare · e4 vit bonde · h3 vit bonde · a2 vit bonde · b2 vit bonde · c2 vit bonde · d2 vit bonde · f2 vit bonde · g2 vit bonde · a1 vit torn · c1 vit löpare · d1 svart löpare · e1 vit kung · h1 vit torn | a8 svart torn · d8 svart drottning · f8 svart löpare · g8 svart springare · h8 svart torn · a7 svart bonde · b7 svart bonde · c7 svart bonde · e7 svart kung · f7 vit löpare · g7 svart bonde · h7 svart bonde · c6 svart springare · d6 svart bonde · d5 vit springare · e5 vit springare · e4 vit bonde · h3 vit bonde · a2 vit bonde · b2 vit bonde · c2 vit bonde · d2 vit bonde · f2 vit bonde · g2 vit bonde · a1 vit torn · c1 vit löpare · d1 svart löpare · e1 vit kung · h1 vit torn | a8 svart torn · d8 svart drottning · f8 svart löpare · g8 svart springare · h8 svart torn · a7 svart bonde · b7 svart bonde · c7 svart bonde · e7 svart kung · f7 vit löpare · g7 svart bonde · h7 svart bonde · c6 svart springare · d6 svart bonde · d5 vit springare · e5 vit springare · e4 vit bonde · h3 vit bonde · a2 vit bonde · b2 vit bonde · c2 vit bonde · d2 vit bonde · f2 vit bonde · g2 vit bonde · a1 vit torn · c1 vit löpare · d1 svart löpare · e1 vit kung · h1 vit torn | a8 svart torn · d8 svart drottning · f8 svart löpare · g8 svart springare · h8 svart torn · a7 svart bonde · b7 svart bonde · c7 svart bonde · e7 svart kung · f7 vit löpare · g7 svart bonde · h7 svart bonde · c6 svart springare · d6 svart bonde · d5 vit springare · e5 vit springare · e4 vit bonde · h3 vit bonde · a2 vit bonde · b2 vit bonde · c2 vit bonde · d2 vit bonde · f2 vit bonde · g2 vit bonde · a1 vit torn · c1 vit löpare · d1 svart löpare · e1 vit kung · h1 vit torn | a8 svart torn · d8 svart drottning · f8 svart löpare · g8 svart springare · h8 svart torn · a7 svart bonde · b7 svart bonde · c7 svart bonde · e7 svart kung · f7 vit löpare · g7 svart bonde · h7 svart bonde · c6 svart springare · d6 svart bonde · d5 vit springare · e5 vit springare · e4 vit bonde · h3 vit bonde · a2 vit bonde · b2 vit bonde · c2 vit bonde · d2 vit bonde · f2 vit bonde · g2 vit bonde · a1 vit torn · c1 vit löpare · d1 svart löpare · e1 vit kung · h1 vit torn | a8 svart torn · d8 svart drottning · f8 svart löpare · g8 svart springare · h8 svart torn · a7 svart bonde · b7 svart bonde · c7 svart bonde · e7 svart kung · f7 vit löpare · g7 svart bonde · h7 svart bonde · c6 svart springare · d6 svart bonde · d5 vit springare · e5 vit springare · e4 vit bonde · h3 vit bonde · a2 vit bonde · b2 vit bonde · c2 vit bonde · d2 vit bonde · f2 vit bonde · g2 vit bonde · a1 vit torn · c1 vit löpare · d1 svart löpare · e1 vit kung · h1 vit torn | 2 |
| 1 | a8 svart torn · d8 svart drottning · f8 svart löpare · g8 svart springare · h8 svart torn · a7 svart bonde · b7 svart bonde · c7 svart bonde · e7 svart kung · f7 vit löpare · g7 svart bonde · h7 svart bonde · c6 svart springare · d6 svart bonde · d5 vit springare · e5 vit springare · e4 vit bonde · h3 vit bonde · a2 vit bonde · b2 vit bonde · c2 vit bonde · d2 vit bonde · f2 vit bonde · g2 vit bonde · a1 vit torn · c1 vit löpare · d1 svart löpare · e1 vit kung · h1 vit torn | a8 svart torn · d8 svart drottning · f8 svart löpare · g8 svart springare · h8 svart torn · a7 svart bonde · b7 svart bonde · c7 svart bonde · e7 svart kung · f7 vit löpare · g7 svart bonde · h7 svart bonde · c6 svart springare · d6 svart bonde · d5 vit springare · e5 vit springare · e4 vit bonde · h3 vit bonde · a2 vit bonde · b2 vit bonde · c2 vit bonde · d2 vit bonde · f2 vit bonde · g2 vit bonde · a1 vit torn · c1 vit löpare · d1 svart löpare · e1 vit kung · h1 vit torn | a8 svart torn · d8 svart drottning · f8 svart löpare · g8 svart springare · h8 svart torn · a7 svart bonde · b7 svart bonde · c7 svart bonde · e7 svart kung · f7 vit löpare · g7 svart bonde · h7 svart bonde · c6 svart springare · d6 svart bonde · d5 vit springare · e5 vit springare · e4 vit bonde · h3 vit bonde · a2 vit bonde · b2 vit bonde · c2 vit bonde · d2 vit bonde · f2 vit bonde · g2 vit bonde · a1 vit torn · c1 vit löpare · d1 svart löpare · e1 vit kung · h1 vit torn | a8 svart torn · d8 svart drottning · f8 svart löpare · g8 svart springare · h8 svart torn · a7 svart bonde · b7 svart bonde · c7 svart bonde · e7 svart kung · f7 vit löpare · g7 svart bonde · h7 svart bonde · c6 svart springare · d6 svart bonde · d5 vit springare · e5 vit springare · e4 vit bonde · h3 vit bonde · a2 vit bonde · b2 vit bonde · c2 vit bonde · d2 vit bonde · f2 vit bonde · g2 vit bonde · a1 vit torn · c1 vit löpare · d1 svart löpare · e1 vit kung · h1 vit torn | a8 svart torn · d8 svart drottning · f8 svart löpare · g8 svart springare · h8 svart torn · a7 svart bonde · b7 svart bonde · c7 svart bonde · e7 svart kung · f7 vit löpare · g7 svart bonde · h7 svart bonde · c6 svart springare · d6 svart bonde · d5 vit springare · e5 vit springare · e4 vit bonde · h3 vit bonde · a2 vit bonde · b2 vit bonde · c2 vit bonde · d2 vit bonde · f2 vit bonde · g2 vit bonde · a1 vit torn · c1 vit löpare · d1 svart löpare · e1 vit kung · h1 vit torn | a8 svart torn · d8 svart drottning · f8 svart löpare · g8 svart springare · h8 svart torn · a7 svart bonde · b7 svart bonde · c7 svart bonde · e7 svart kung · f7 vit löpare · g7 svart bonde · h7 svart bonde · c6 svart springare · d6 svart bonde · d5 vit springare · e5 vit springare · e4 vit bonde · h3 vit bonde · a2 vit bonde · b2 vit bonde · c2 vit bonde · d2 vit bonde · f2 vit bonde · g2 vit bonde · a1 vit torn · c1 vit löpare · d1 svart löpare · e1 vit kung · h1 vit torn | a8 svart torn · d8 svart drottning · f8 svart löpare · g8 svart springare · h8 svart torn · a7 svart bonde · b7 svart bonde · c7 svart bonde · e7 svart kung · f7 vit löpare · g7 svart bonde · h7 svart bonde · c6 svart springare · d6 svart bonde · d5 vit springare · e5 vit springare · e4 vit bonde · h3 vit bonde · a2 vit bonde · b2 vit bonde · c2 vit bonde · d2 vit bonde · f2 vit bonde · g2 vit bonde · a1 vit torn · c1 vit löpare · d1 svart löpare · e1 vit kung · h1 vit torn | a8 svart torn · d8 svart drottning · f8 svart löpare · g8 svart springare · h8 svart torn · a7 svart bonde · b7 svart bonde · c7 svart bonde · e7 svart kung · f7 vit löpare · g7 svart bonde · h7 svart bonde · c6 svart springare · d6 svart bonde · d5 vit springare · e5 vit springare · e4 vit bonde · h3 vit bonde · a2 vit bonde · b2 vit bonde · c2 vit bonde · d2 vit bonde · f2 vit bonde · g2 vit bonde · a1 vit torn · c1 vit löpare · d1 svart löpare · e1 vit kung · h1 vit torn | 1 |
|   | a | b | c | d | e | f | g | h |   |

Fällan kan uppstå på flera sätt, en vanlig variant är:
1. e4 e5 2. Sf3 Sc6 3. Lc4 d6 4. Sc3 Lg4?!
Svart binder springaren för att minska dess inflytande på centrum. Vanligtvis en sund idé men brister i det här fallet taktiskt.
5. h3
I den här positionen är 5. Sxe5 inte ännu möjligt, svart kan genom 5...Sxe5 vinna en springare för bonden och samtidigt gardera löparen. Genom 5. h3 tvingas svart besluta vad som ska göras med löparen. Slå springaren och ge vit löparparet, flytta tillbaka löparen till en mindre aktiv ruta på c8-h3 diagonalen eller flytta löparen till den osäkra rutan h5.
5... Lh5?
Svart bibehåller bindningen men det är en taktisk blunder som förlorar minst en bonde. Bättre är 5...Lxf3, ger upp löparparet och ger vit överhanden men bibehåller materiell balans.
6. Sxe5!
Vit ignorerar bindningen och bjuder svart att slå damen. Svarts bästa drag är att istället slå springaren med 6...Sxe5 där vit svarar med 7. Dxh5 och ligger en bonde över. Om svart istället slår damen har vit schackmatt på två drag.
6... Lxd1?? 7. Lxf7+ Ke7 8. Sd5#
Svart slår damen och resten av partiet är forcerat. En elegant matt med tre lätta pjäser som täcker alla möjliga flyktrutor precis en gång.